# Carpovirus
Carpovirus Plus és el nom comercial d'un preparat de virus contra la carpocapsa altrament dit Cydia pomonella o corc de la poma. És un tipus d'insecticida biològic. El va crear l' Instituto de Microbiología y Zoología Agrícola (IMYZA) del INTA Castelar de l'Argentina, l'any 2000.
És un virus fet a partir de la granulosi vírica de la Carpocapsa, integrant de la família dels Baculovirus i és un paràsit intracel·lular, que només es multiplica a expenses del material nuclear de l'insecte hoste. Quan ingereixen aquest bioinsecticida, les larves del lepidòpter deixen d'alimentar-se i resten immòbils i acaben morint.
És inocu per als humans i altres insectes llevat dels lepidòpters.